# Dartlo

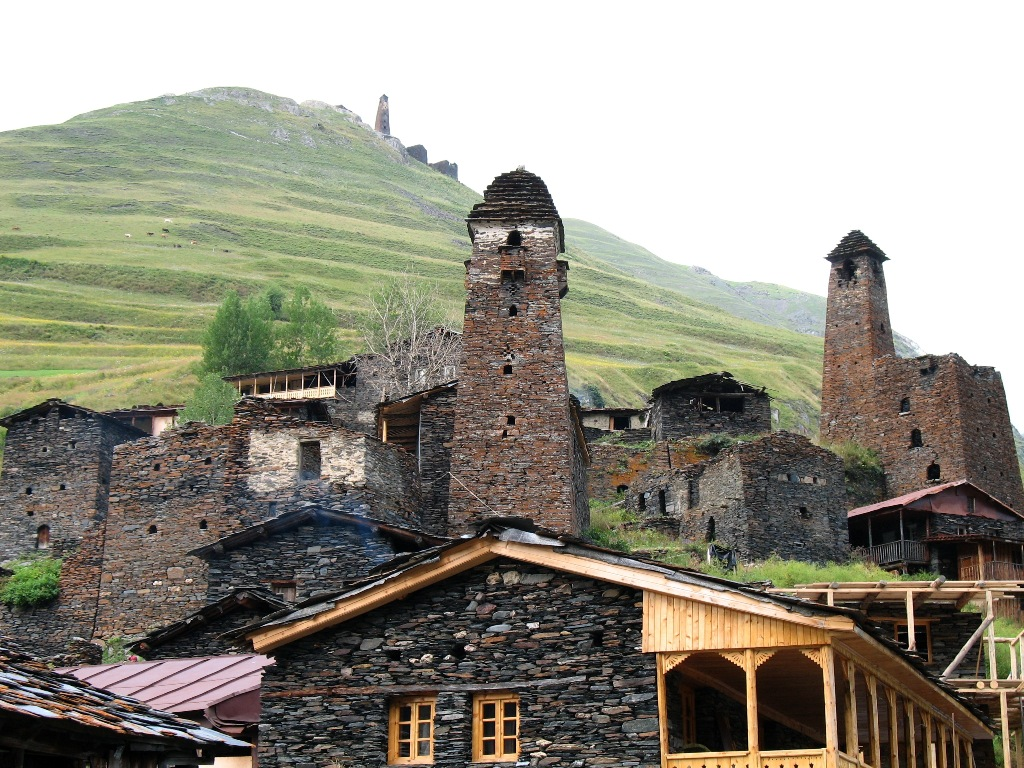
Uma imagem das torres de defesa da aldeia de Dartlo.

Dartlo é uma aldeia da Geórgia, na região de Aquemeti, na província de Caquécia.